# Awadh
Awadh lub Oudh – region w indyjskim stanie Uttar Pradesh graniczący od południowego zachodu z doabem Gangesu i Jamuny, od północnego zachodu z regionem Rohilkhand, od wschodu z Purvanchal a od północy z Nepalem. Mieszkańcy regiony posługują się językiem Awadhi. Nazwa regionu pochodzi od miasta Ayodhya, stolicy starożytnego królestwa Kosala, którego obszar pokrywał się z dzisiejszym obszarem regionu Awadh .

## Historia
Podbite przez Mogołów w XII wieku. Około 1760 roku pojawili się tu pierwsi Brytyjczycy, a od 1856 zostało oficjalnie włączone do Imperium Brytyjskiego jako Oudh, co przyczyniło się do wybuchu powstania sipajów w latach 1857-58 . Po uzyskaniu niepodległości przez Indie region stał się częścią stanu Uttar Pradesh.

## Źródła
- Awadh, [w:] Encyclopædia Britannica [dostęp 2020-12-21] (ang.).